# 雀喙黄耆
雀喙黄耆（学名：Astragalus ornithorrhynchus）是豆科黄芪属的植物。分布于中亚以及中国大陆的新疆等地，一般生于多石山坡，目前尚未由人工引种栽培。